# ۱۶۷۱ (میلادی)
۱۶۷۱ (میلادی) هزار و ششصد و هفتاد و یکمین سال تقویم میلادی است.

## درگذشتگان
‎